# Origin OS
Origin OS, também conhecido como OriginOS (grafado em letras minúsculas como orıgınos), é um sistema operacional móvel baseado no Android desenvolvido pela Vivo, uma empresa chinesa multinacional de tecnologia. Foi lançado oficialmente em 18 de novembro de 2020, substituindo o sistema operacional dos aparelhos Vivo e iQOO na China, tornando-se o sucessor do Funtouch OS no mercado chinês. Atualmente, o sistema está disponível exclusivamente na China.

## Concepção
Origin OS é o sucessor do Funtouch OS, com um estilo de concepção mais plano e visual. Ele também oferece um recurso de "espaço paralelo" para usuários que preferem o estilo original do Funtouch OS, permitindo alternar entre a interface tradicional e a nova. Além disso, o Origin OS permite personalizar o tamanho, o formato e outros aspectos dos ícones dos aplicativos por meio do sistema Klotski Grid.
O sistema também inclui recursos exclusivos, como "componentes atômicos" e "papéis de parede comportamentais". O primeiro pode ser considerado uma evolução dos widgets de desktop do Android e do iOS. Já o segundo está vinculado ao número de passos diários, alterando o papel de parede dinâmico conforme a quantidade de caminhadas registradas.